# Tętnica biodrowa wspólna
Tętnica biodrowa wspólna (łac. arteria iliaca communis) – w anatomii człowieka parzysta tętnica należąca (obok tętnicy krzyżowej pośrodkowej) do końcowych odgałęzienień aorty brzusznej. Jej gałęzie zaopatrują w krew kończynę dolną, narządy położone w jamie miednicy i przednią ścianę brzucha.
Na poziomie dolnej trzeciej części trzonu czwartego kręgu lędźwiowego aorta rozdziela się na dwa główne naczynia końcowe – tętnicę biodrową wspólną prawą i lewą, rozchodzące się pod kątem zbliżonym do 70°, pomiędzy którymi zstępuje ku dołowi znacznie słabsza od nich tętnica krzyżowa pośrodkowa. Tętnica biodrowa wspólna jest krótkim naczyniem, o długości około 5 cm przy średnicy około 11 mm, zakończonym rozwidleniem na wysokości stawu krzyżowo-biodrowego. Biegnie wzdłuż przyśrodkowej krawędzi mięśnia lędźwiowego większego, kierując się w dół, bocznie i do przodu. Na swym przebiegu oddaje drobne gałęzie do otrzewnej, znajdującej się do przodu od tętnicy, do mięśnia lędźwiowego większego, do moczowodu i do węzłów chłonnych. Przebieg tętnicy kończy się przed stawem krzyżowo-biodrowym, na poziomie dolnej krawędzi piątego kręgu lędźwiowego, gdzie tętnica biodrowa wspólna rozgałęzia się na silniejsze (średnica ok. 1 cm), przednio-boczne odgałęzienie – tętnicę biodrową zewnętrzną (unaczyniającą kończynę dolną i przednią ścianę brzucha), oraz słabsze (średnica ok. 8–9 mm) tylno-przyśrodkowe odgałęzienie – tętnicę biodrową wewnętrzną (unaczyniającą narządy miednicy, krocza i część uda). 
Tętnicy biodrowej wspólnej towarzyszy żyła biodrowa wspólna, położona z tyłu za tętnicą, odprowadzająca krew z kończyny dolnej i miednicy do żyły głównej dolnej.